# Puerta de Europa
La Puerta de Europa di Madrid (conosciuta anche col nome di Torri KIO dalla società kuwaitiana Kuwait Investments Office che ne promosse l'edificazione), è un complesso di costruzioni situato nella capitale spagnola, formato da due torri inclinate una verso l'altra con un angolo di 15° rispetto alla verticale, con un'altezza di 114 metri e divise in 26 piani. La sua collocazione è in Plaza de Castilla nei pressi del centro finanziario AZCA.

## Descrizione

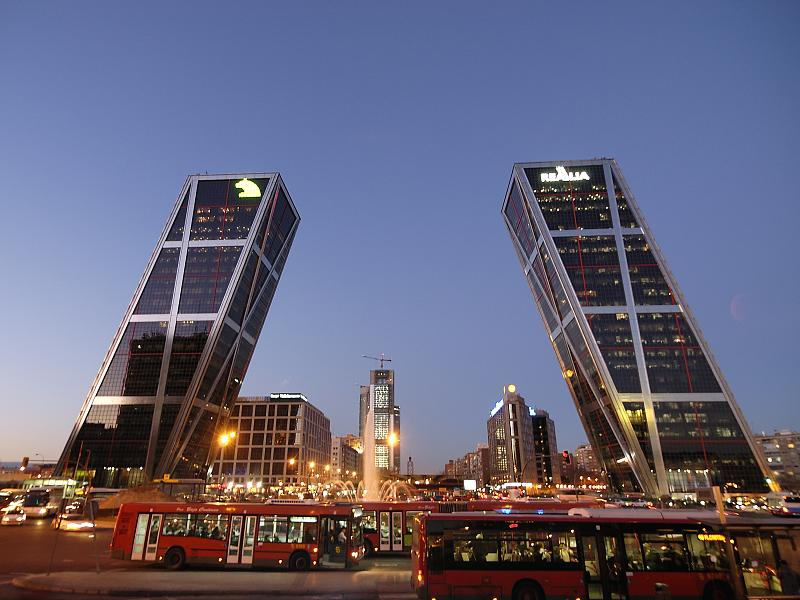
I due grattacieli

È stata progettata dagli architetti statunitensi Philip Johnson e John Burgee ed è stata inaugurata nel 1996. L'opera fu iniziata negli anni ottanta del XX secolo per esaltare la zona di Piazza Castiglia (dove si trova il monumento a José Calvo Sotelo mentre si attraversa il Paseo de la Castellana.
La torre di sinistra che guarda verso la periferia della città è conosciuta come Puerta de Europa I e si distingue dall'altra adiacente chiamata Puerta de Europa II per aver in cima un eliporto bordato di blu ed un'insegna pubblicitaria di una banca (l'altra ha rispettivamente un eliporto bordato di rosso e una pubblicità di un'impresa immobiliare, quest'ultima pubblicità è stato aggiunta successivamente).
Le torri KIO sono state l'ambientazione delle scene finali del film Il giorno della bestia di Álex de la Iglesia.

## Controversie
Dopo la costruzione si produsse una vertenza giudiziaria chiamata caso KIO nel quale fu condannato l'impresario catalano Javier de la Rosa per uno spostamento illecito di capitali pari a 375 milioni di Euro.
Durante il processo agli autori degli attentati dell'11 marzo, un imputato dichiarò l'intenzione di distruggere i grattacieli della Porta d'Europa.